# Debout Congolais
Debout Congolais è l'inno nazionale della Repubblica Democratica del Congo. Il testo è stato scritto da Joseph Lutumba, la musica è di Simon-Pierre Boka. Fu adottato nel 1960, anno dell'indipendenza del Paese.
L'inno è stato sostituito da La Zaïroise (brano pure composto da Boka) nel 1971, per scelta del governo di Mobutu. Dopo l'ascesa al potere di Laurent-Désiré Kabila nel 1997, Debout Congolais è ridiventato l'inno nazionale.

## Il testo
Debout Congolais 
 
Unis par le sort

Unis dans l'effort pour l'indépendance.

Dressons nos fronts, longtemps courbés

Et pour de bon prenons le plus bel élan, 

Dans la paix
Ô peuple ardent

Par le labeur

Nous bâtirons un pays plus beau qu'avant

Dans la paix
Citoyens

Entonnez l'hymne sacré de votre solidarité

Fièrement

Saluez l'emblème d'or de votre souveraineté

Congo!
Don béni (Congo!) 

Des aïeux (Congo!)

Ô pays (Congo!)

Bien aimé (Congo!)
Nous peuplerons ton sol

et nous assurerons ta grandeur
(Trente juin) ô doux soleil

(Trente juin) du trente juin

(Jour sacré) soit le témoin, 

(Jour sacré) de l'immortel

Serment de liberté

Que nous léguons

À notre postérité

Pour toujours

### Traduzione in italiano
Alzatevi Congolesi 

Uniti dal destino

Uniti nello sforzo per l'indipendenza.

Rialziamo le nostre fronti, a lungo chine

E per davvero prendiamo il più bello slancio

Nella pace
Oh popolo ardente

Attraverso il lavoro

Costruiremo un Paese più bello di prima

Nella pace
Cittadini

Intonate l'inno sacro della vostra solidarietà

Fieramente

Salutate l'emblema d'oro della vostra sovranità

Congo!
Dono benedetto, (Congo!)

Degli antenati, (Congo!)

Oh paese, (Congo!)

Amatissimo, (Congo!)
Popoleremo la tua terra

E garantiremo la tua grandezza
(Trenta giugno), O dolce sole

(Trenta giugno), del trenta giugno

(Giorno sacro), sii testimone,

(Giorno sacro), dell'immortale

Giuramento di libertà

Che noi lasciamo

Ai nostri posteri

Per sempre